# Espinac malabar

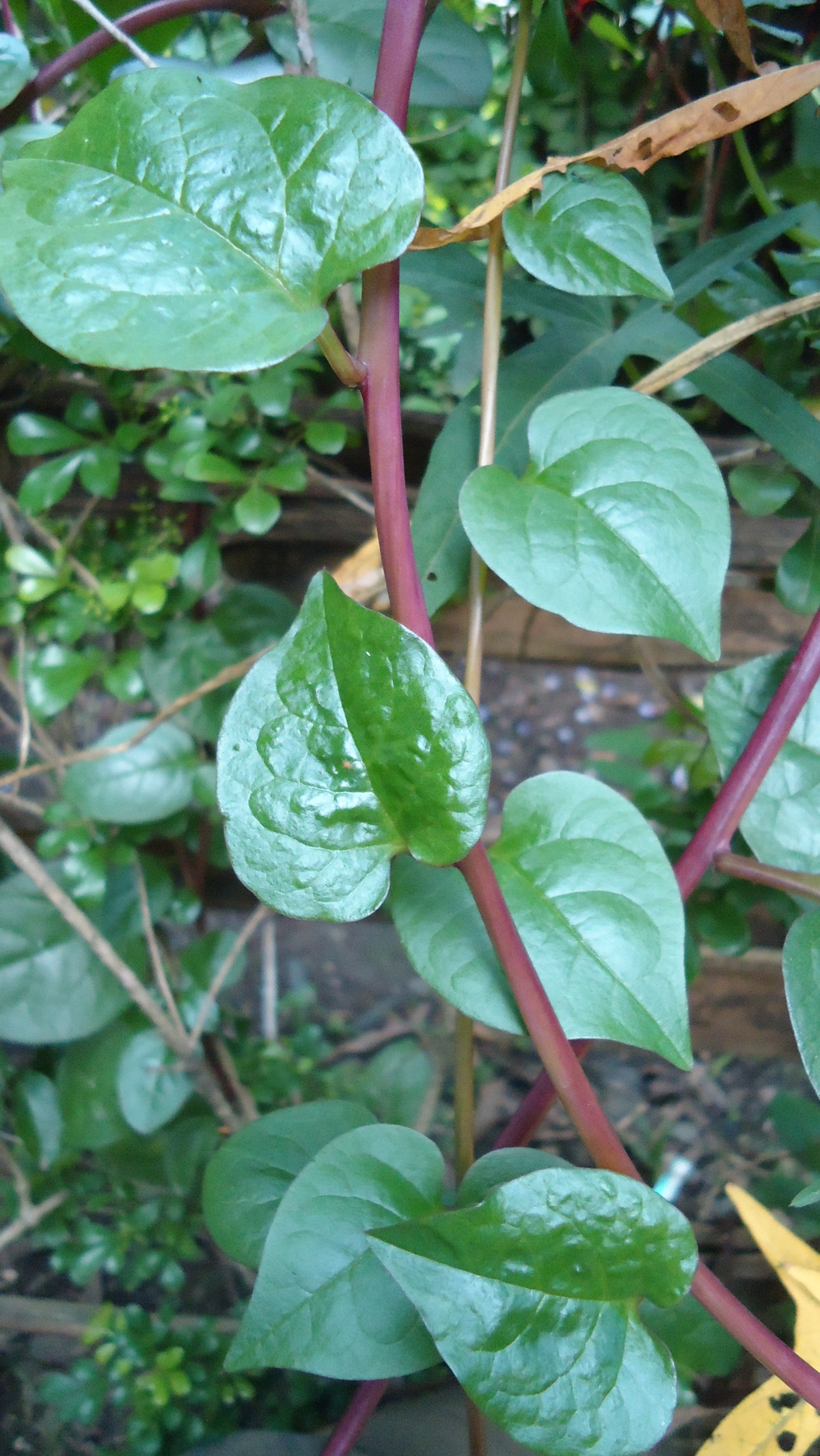
Tija amb fullles

L'espinac malabar (Basella alba) és una planta enfiladissa perenne tropical de l'est africà de fulles mengívoles.

## Descripció
L'espinac malabar creix ràpidament arribant a fer 10 m de longitud. Les fulles són de 25-65 × 25-55 mm i semisuculentes, amb la base talladament angostada a truncada o lleugerament tallada, la làmina talladament decurrent en los pecíols i l'àpex arrodonit-obtús amb una nervadura principal ramificada. El pecíol mesura uns 5-15 mm, i freqüentment rogenc. Les inflorescències de 20-60 mm, amb flors freqüentment agrupades cap a l'àpex. Presenten bràctees 1-2 × 0,7-1,2 mm, amb la nervadura mitjana fosca, ramificada a l'àpex, i les bractèoles 1,4-1,6 × 0,9-1 mm i agudes. Els sèpals 3-4 × 2-2,5 mm, amplament ovat-el·líptics, corbats al voltant de la corol·la, matisats de rosa cap a l'extrem, mentre que els pètals són de 1,9-2 mm, ovats, fusionats cap a la base i amb els marges dispars. Tenen els estams erectes, els filaments 1-1,2 mm, les anteres 0,8-0,9 mm. El primordi seminal de 0,7-0,9 mm i els estils 0,5-0,8 mm. El fruit és una baia d'uns 3,5-5 mm de diàmetre (4-7 mm de diàmetre incloent al periant), brillant i bru.

## Usos
Normalment es consumeixen les fulles i l'arrel, especialment apreciat en la gastronomia xinesa i japonesa, tenen un sabor suau i una textura mucilaginosa. En la gastronomia de la Xina és coneguda com a "verdura dels corrents d'aigua" (潺菜, Mandarí chāncài, cantonès saan choy, shan tsoi); "malva caiguda" (落葵 Mandarin luokui, cantonès lor kwai), "orella de bosc" (木耳菜 muercai) i "fulla de l'emperador" (帝王菜 diwangcai).
És rica en vitamina A, B6, C, ferro i calci (1,2 mg cada 100 grams), a més de contindre un alt percentatge de proteïnes i fibra. També conté potassi, magnesi i àcid fòlic. S'utilitza en una gran diversitat de receptes, des de sopes, ensalades, estofats i fritures.
Els fruits contenen un tint roig que s'ha emprat per als segells oficials, així com en l'elaboració de cremes labials i colorant alimentari.
També s'usa amb fins medicinals, sent astringent, demulcent, diürètic, febrífug i laxant. L'arrel és emol·lient i refrescant.

## Galeria

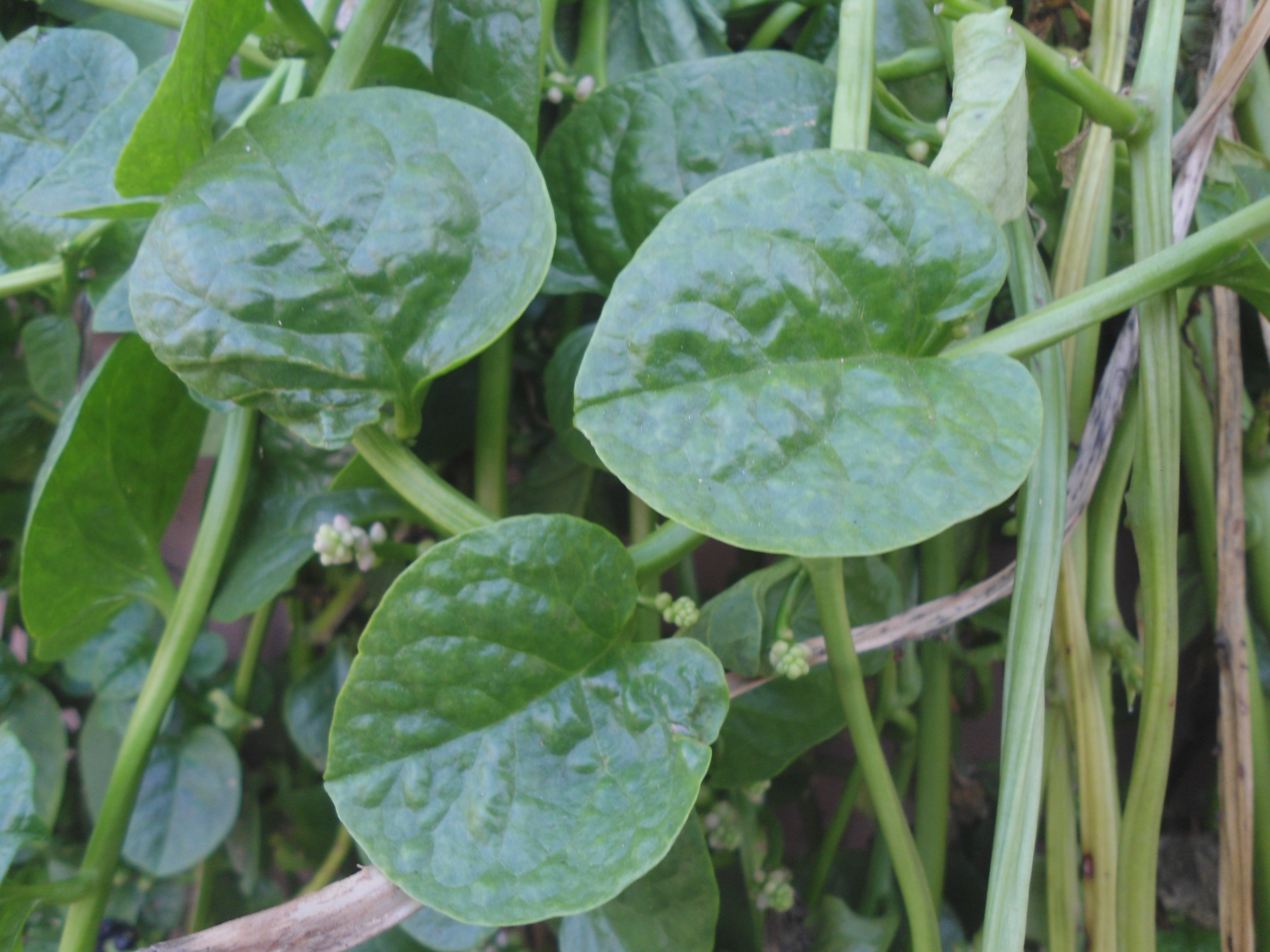
Detall de la fulla
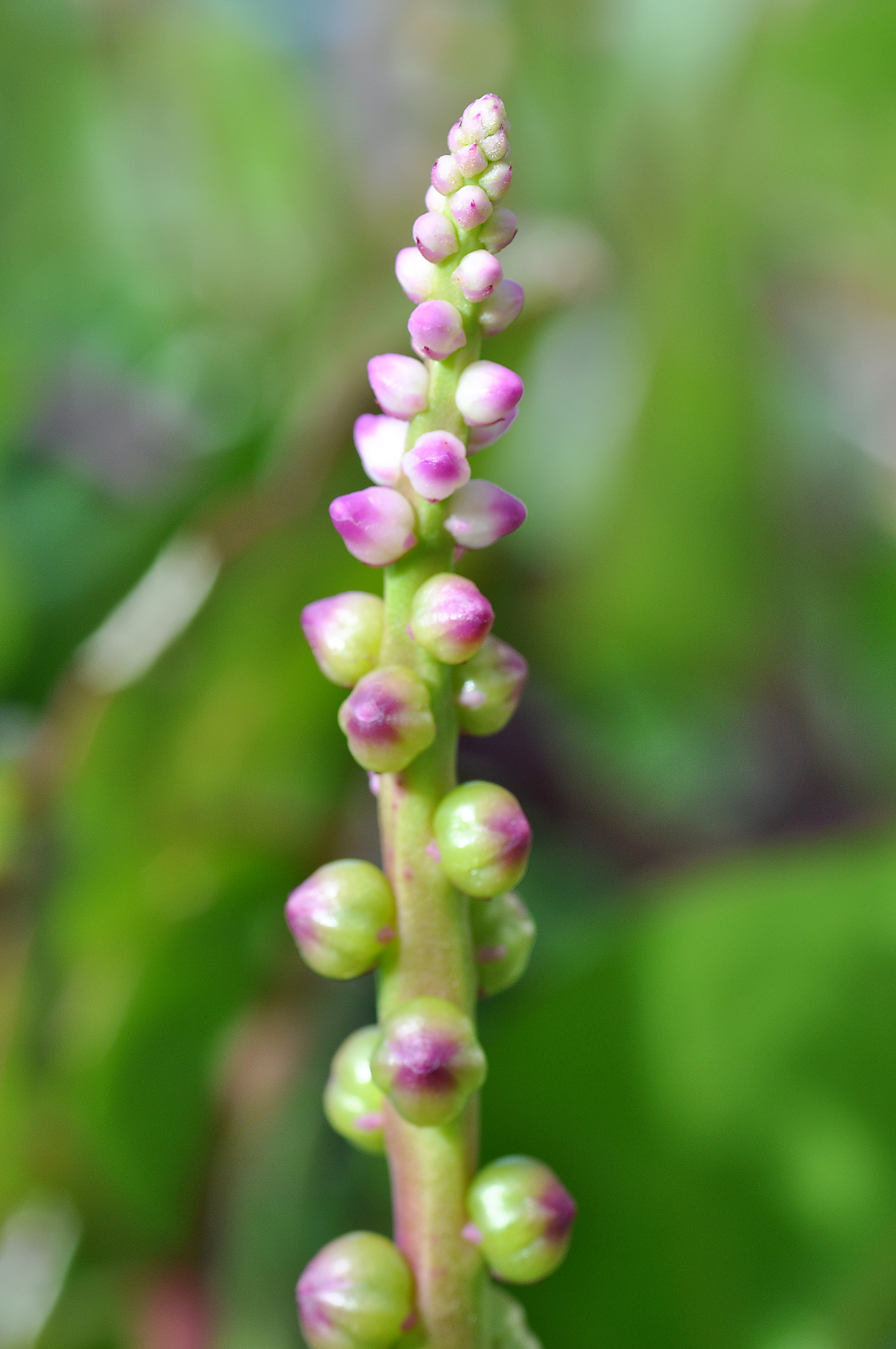
Inflorescència
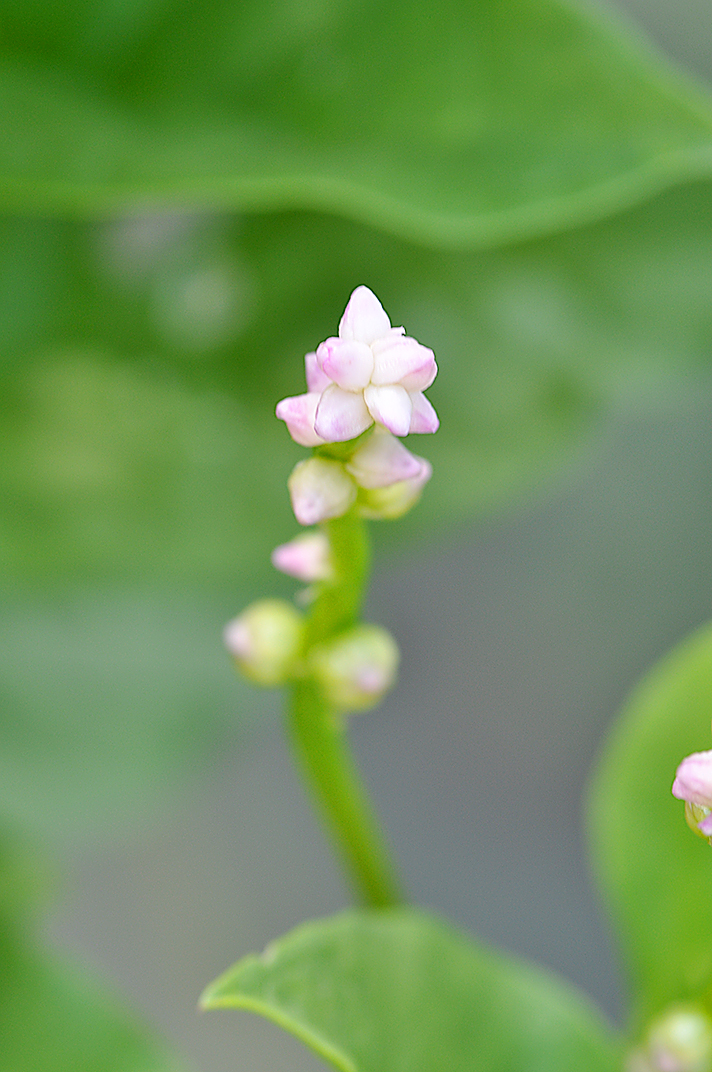
Detall de l'àpex de la inflorescència
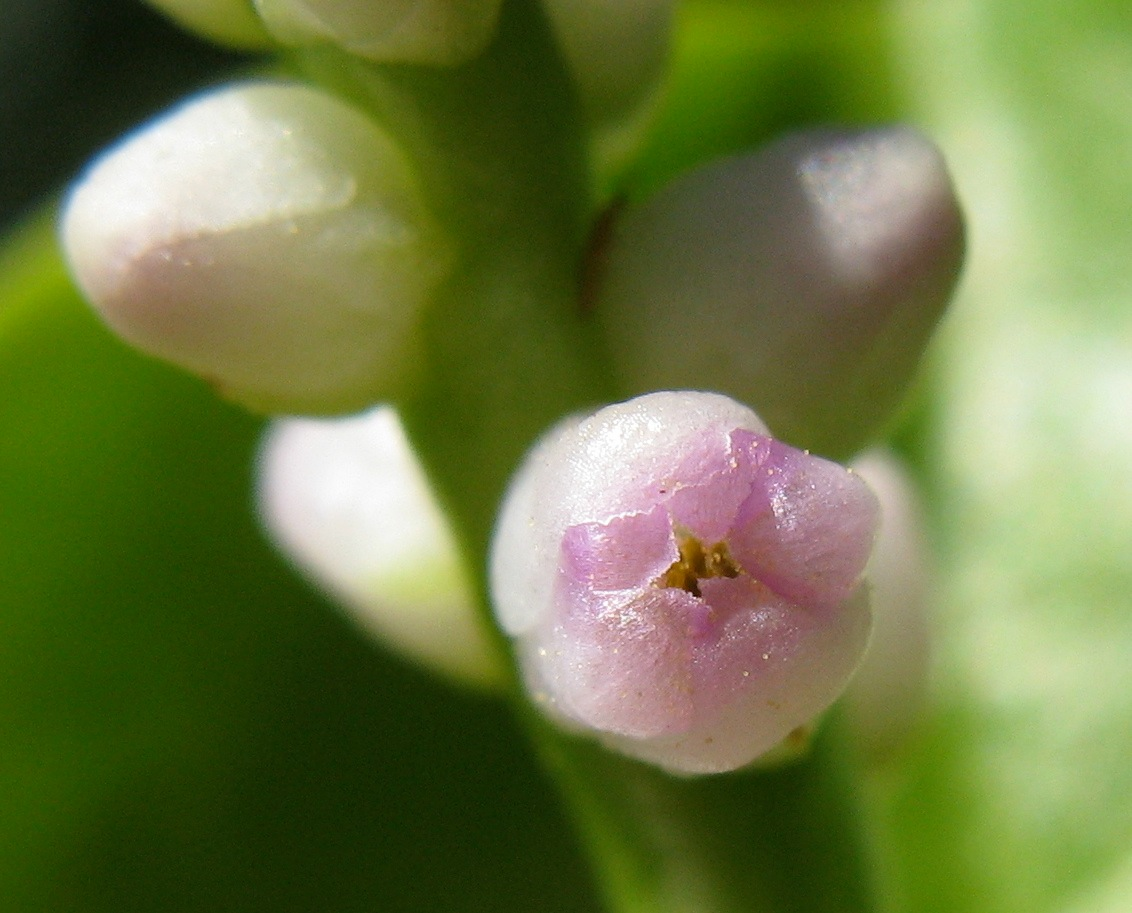
Detall de la flor
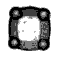
Gra de pol·len
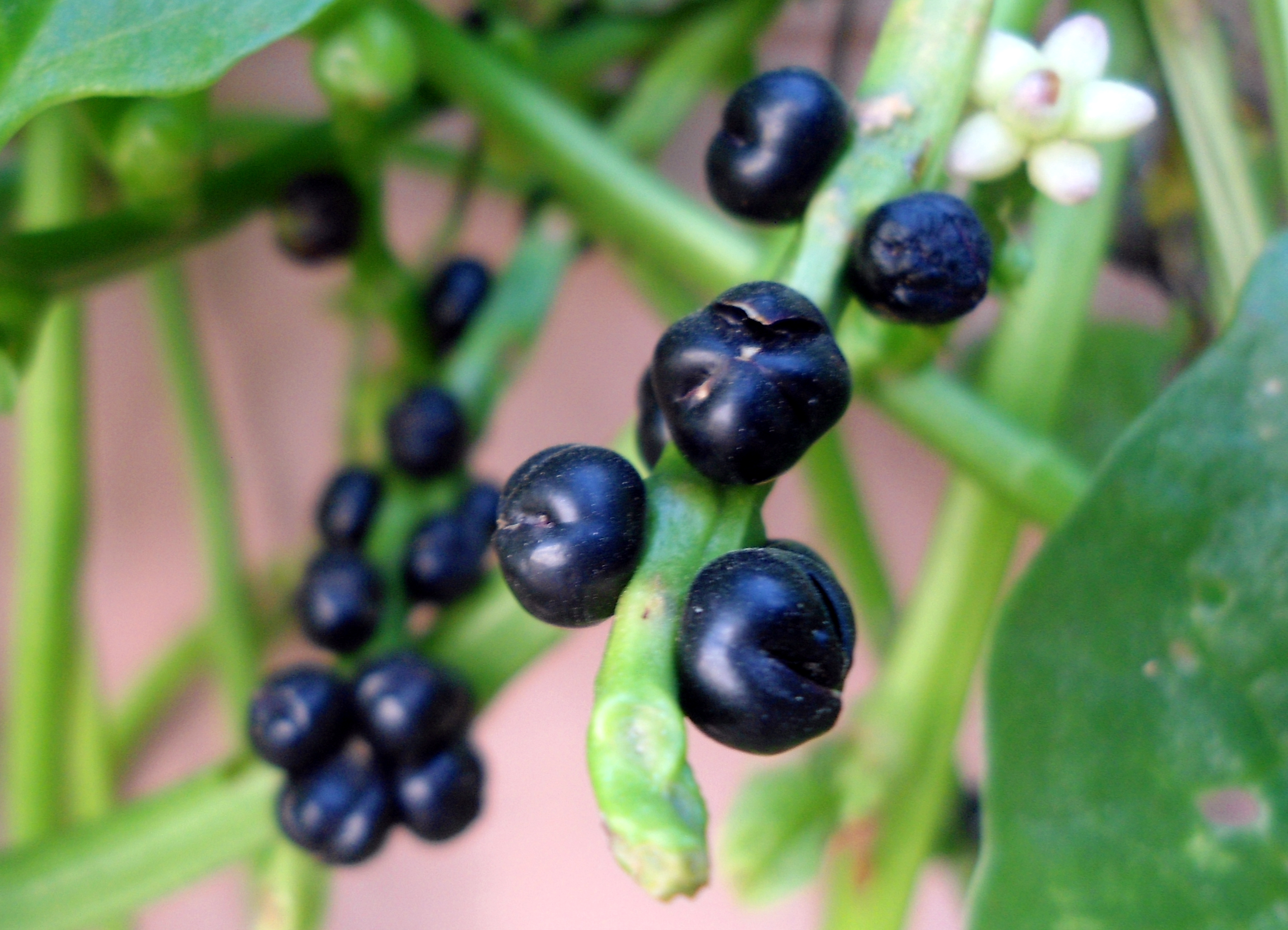
Infructescència
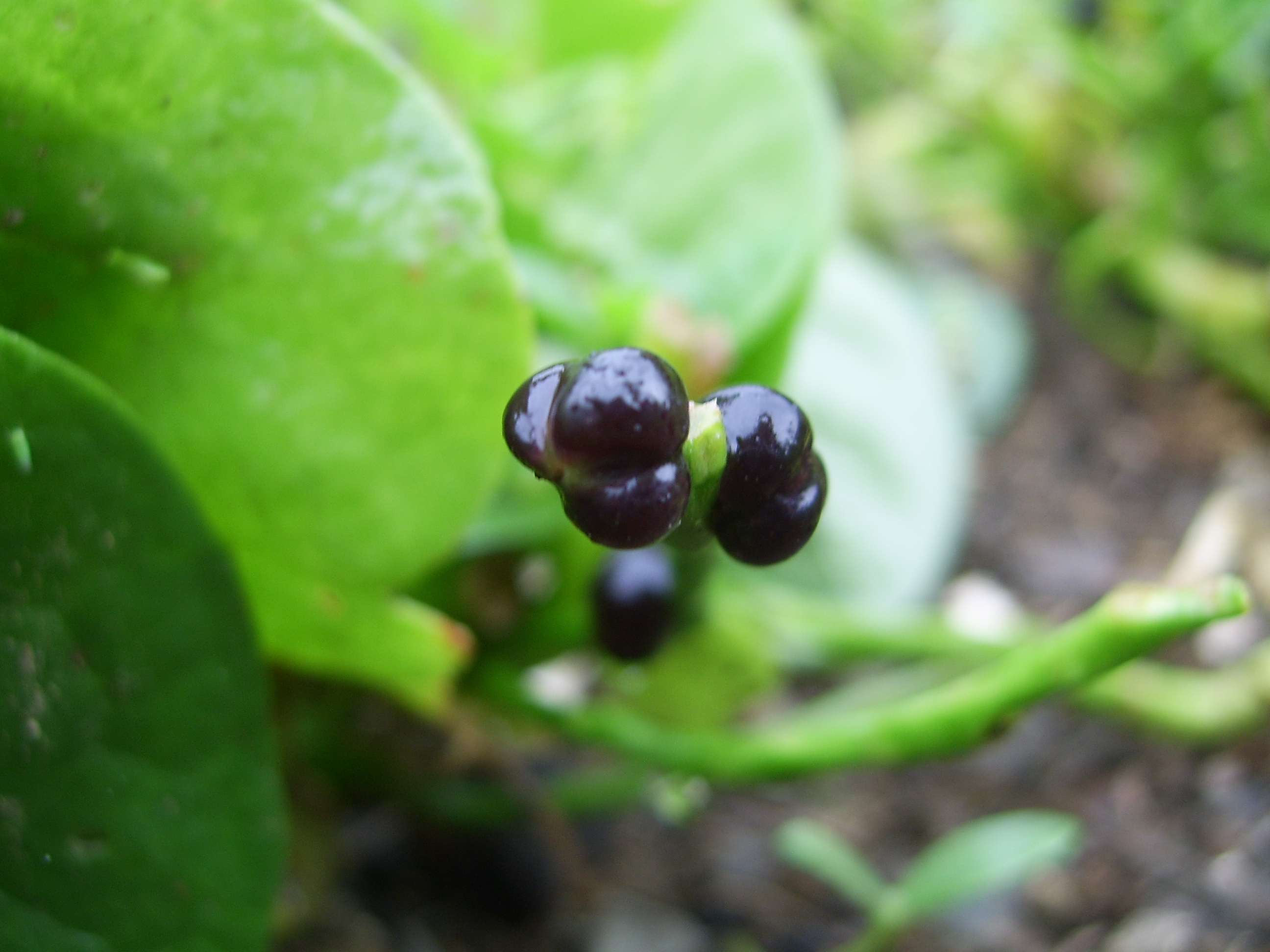
Detall del fruit
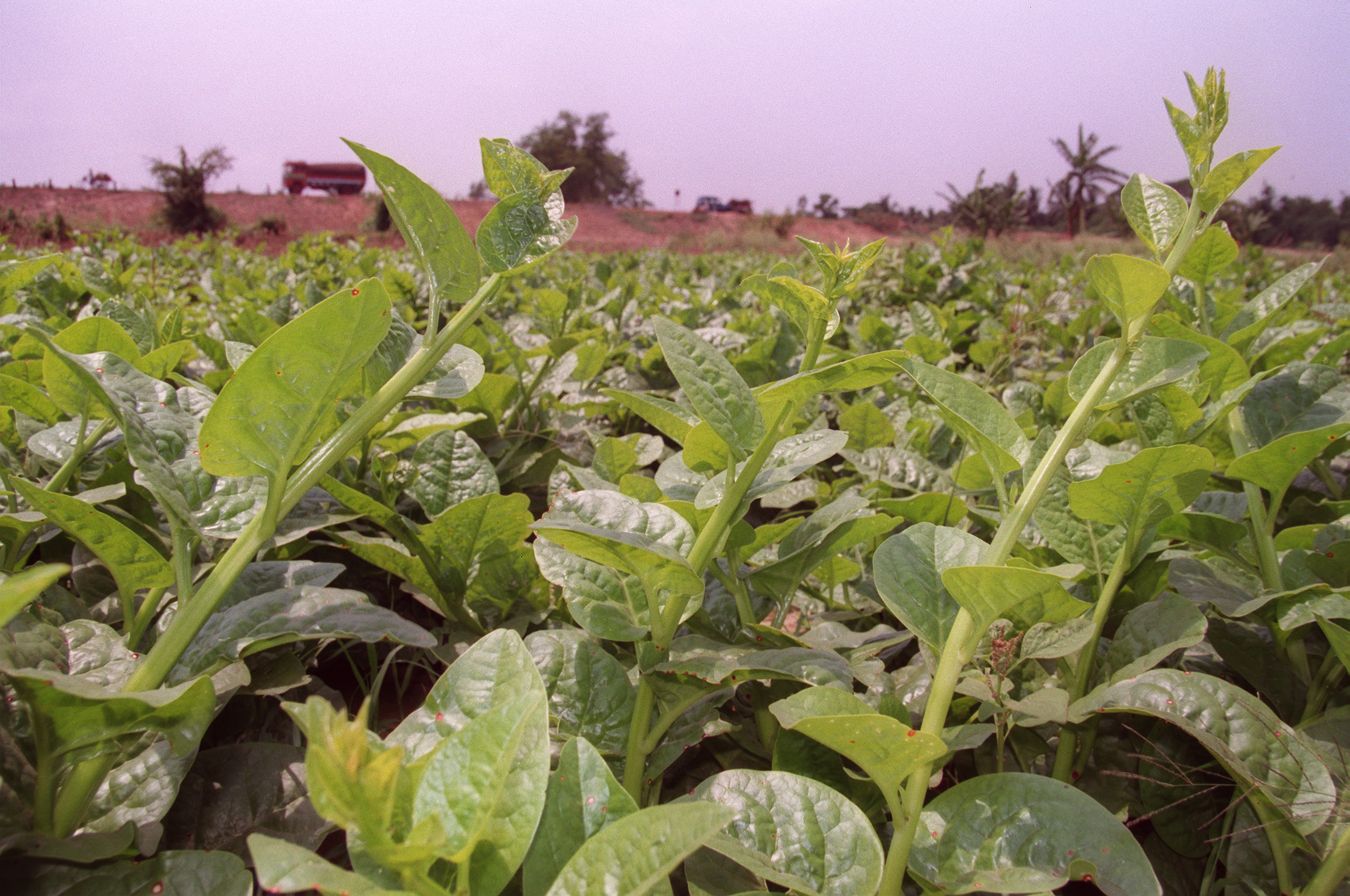
Camp de cultiu d'espinac de Celian